# No Way Out (The Chocolate Watchband)
No Way Out fu il primo album de The Chocolate Watchband, registrato nel 1967 dall'etichetta Tower.

## Il disco
Uno dei grandi album del garage rock americano, nel quale le radici rock e blues dialogano con la chitarra acida e frenetica di Dave Aguilar. È un disco composto solo in parte dal gruppo, che comunque realizza i pezzi migliori: "Let's Talk About Girl", le cover "In The Midnight Hour", "Come On" e "Gone Passes By" che presenta componenti esotiche grazie all'uso del sitar.
Quest'ultimo brano inoltre è l'unico firmato dal gruppo. Il resto dell'opera è mano di Ed Cobb, il produttore, influente sia negli arrangiamenti che nella scelta dei brani. Sua è infatti la scelta di brani strumentali dal taglio pop come "Dark Side Of The Mushroom" e "Expo 2000".

## Tracce
Lato A
1. Let's Talk About Girls – 2:30 (Manny Freiser)
2. In the Midnight Hour – 4:26 (Steve Cropper, Wilson Pickett)
3. Come On – 1:50 (Chuck Berry)
4. Dark Side of the Mushroom – 2:26 (Bill Cooper, Richard Podolor)
5. Hot Dusty Roads – 2:26 (Stephen Stills)

Lato B
1. Are You Gonna Be There (At the Love-In) – 2:24 (Don Bennett, Ethon McElroy)
2. Gone and Passes By – 3:09 (David Aguilar)
3. No Way Out – 2:25 (Ed Cobb)
4. Expo 2000 – 2:33 (Richard Podolor)
5. Gossamer Wings – 3:34 (Don Bennett, Ethon McElroy)

Edizione CD del 1993 dal titolo No Way Out...Plus, pubblicato dalla Ace/Big Beat Records (CDWIKD 118)
1. Let's Talk About Girls – 2:44 (Manny Freiser)
2. In the Midnight Hour – 4:30 (Steve Cropper, Wilson Pickett)
3. Come On – 1:51 (Chuck Berry)
4. Dark Side of the Mushroom – 2:26 (Bill Cooper, Richard Podolor)
5. Hot Dusty Road – 2:28 (Stephen Stills)
6. Are You Gonna Be There (At the Love-In) – 2:27 (Don Bennett, Ethon McElroy)
7. Gone and Passes By – 3:13 (Dave Aguilar)
8. No Way Out – 2:24 (Ed Cobb)
9. Expo 2000 – 2:33 (Richard Podolor)
10. Gossamer Wings – 3:36 (Don Bennett, Ethon McElroy)
11. Sweet Young Thing – 2:59 (Ed Cobb) – Additional Tracks
12. Baby Blue – 3:17 (Bob Dylan) – Additional Tracks
13. Misty Lane – 3:06 (Martin Siegel) – Additional Tracks
14. She Weaves a Tender Trap – 2:41 (Ed Cobb) – Additional Tracks
15. Milk Cow Blues – 3:00 (Kokomo Arnold) – Additional Tracks
16. Don't Let the Sun Catch You Crying – 2:46 (Gerry Marsden) – Additional Tracks
17. Since You Broke My Heart – 2:17 (Don Everly, Phil Everly) – Additional Tracks
18. Misty Lane (Alternative Take) – 3:01 (Martin Siegel) – Additional Tracks

Edizione CD del 1994, pubblicato dalla Sundazed Records (SC 6023)
1. Let's Talk About Girls – 2:43 (Manny Freiser)
2. In the Midnight Hour – 4:26 (Steve Cropper, Wilson Pickett)
3. Come On – 1:48 (Chuck Berry)
4. Dark Side of the Mushroom – 2:37 (Bill Cooper, Richard Podolor)
5. Hot Dusty Road – 2:23 (Stephen Stills)
6. Are You Gonna Be There (At the Love-In) – 2:23 (Don Bennett, Ethon McElroy)
7. Gone and Passes By – 3:12 (Dave Aguilar)
8. No Way Out – 2:21 (Ed Cobb)
9. Expo 2000 – 2:39 (Richard Podolor)
10. Gossamer Wings – 3:29 (Don Bennett, Ethon McElroy)
11. In the Midnight Hour – 4:29 (Steve Cropper, Wilson Pickett) – Bonus Track - Previously Unissued Version
12. Milk Cow Blues – 2:56 (Kokomo Arnold) – Bonus Track
13. Psychedelic Trip – 1:57 (Bill Flores, Dave Aguilar, Gary Andrijasevich, Mark Loomis, Sean Tolby) – Bonus Track - Previously Unissued

## Musicisti
- Marc Loomis - chitarra solista, accompagnamento vocale
- David Aguilar - voce, armonica, percussioni
- Don Bennet - voce (non accreditato)
- Sean Tolby - chitarra ritmica
- Bill Flores - basso
- Gary Andrijasevich - batteria, accompagnamento vocale